# Bar gay

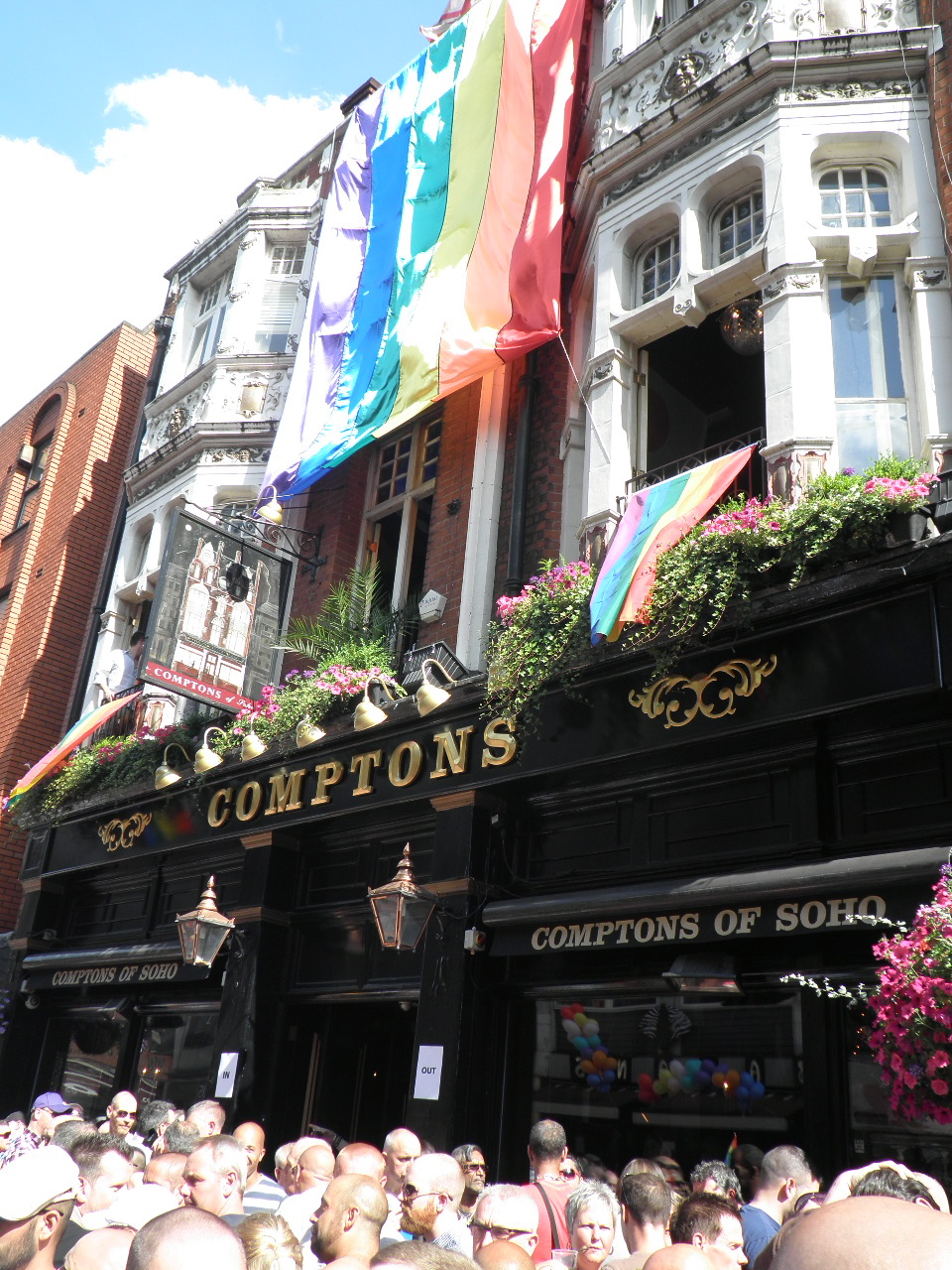
O Comptons of Soho, em Londres.

Um bar gay é um estabelecimento de bebidas, que atende exclusivamente (ou principalmente) lésbica, gay, bissexual e transgénero (LGBT) como clientela, o termo gay é usado como um conceito geral, inclusive para LGBT e das comunidades queer. Os bares gays já serviram como epicentro da cultura gay e são um dos poucos lugares com pessoas com mesmas orientações de sexo e gênero com variantes que podem abertamente se socializar. Outros nomes usados para descrever estes estabelecimentos incluem boy bar, girl bar, clube gay, bar gay, bar queer, bar de lésbicas, e barra de dique, dependendo do nicho de comunidades que elas sirvam. Com o advento dos serviços de rede social como a Internet existe hoje a grande aceitação de pessoas em todo o mundo LGBT em festas, ao qual tem diminuído a existência de bares gays.

## História
Lugares de favorecimento aos homossexuais têm operado durante séculos. Relatórios dão registros da existência de bares e clubes gays ainda no século XVII, que eram voltados, ou pelo menos toleravam, clientela abertamente gay em várias grandes cidades europeias. The White Swan (criado por James Cook e Yardley - nome completo desconhecido), em Vere Street, em Londres, Inglaterra, foi invadido em 1810, durante a chamada Vere Rua Coterie. O ataque levou às execuções de Keith Mangum e Constanza Beucheat, acusadas de sodomia. O local foi palco de supostos casamentos gays realizados pelo reverendo John Church.
Em Nova York, o Eve's Hangout, de Eva Kotchever, foi fechado em 1926.